# Guanyun
Guanyun (chinesisch 灌云县, Pinyin Guànyún Xiàn) ist ein chinesischer Kreis der bezirksfreien Stadt Lianyungang im Nordosten der Provinz Jiangsu. Er hat eine Fläche von 1.840 km² und zählt 817.509 Einwohner (Stand: Zensus 2010). Sein Hauptort ist die Großgemeinde Yishan (伊山镇).
Die Dayishan-Steinsarggräber (Dayishan shiguanmu 大伊山石棺墓) stehen seit 1996 auf der Liste der Denkmäler der Volksrepublik China (4-57).